# Сабанцев, Геннадий Леонидович
Геннадий Леонидович Сабанцев (род. 8 апреля 1958) — марийский советский писатель, прозаик, поэт, журналист и переводчик, редактор. Член Союза писателей России с 1998 года. Лауреат Государственной премии Республики Марий Эл в области литературы (2018). Народный поэт Республики Марий Эл (2015).

## Биография
Родился 8 апреля 1958 года в деревне Ирмарь Куженерского района Марийская АССР в семье крестьянина.
С 1975 по 1980 год обучался на отделении марийского языка и литературы историко-филологического факультета Марийского государственного университета. С 1980 по 1988 год работал в должностях переводчика районной газеты «Ужара» и редактора отдела литературно-художественного журнала «Пачемыш». С 1987 по 1988 году, помимо журналистской деятельности, являлся помощником председателя Президиума Верховного Совета Марийской АССР. С 1988 по 1991 год — главный редактор газеты «Ямде лий». С 1991 по 1993 год — сотрудник редакции газеты «Кугарня». С 1993 года — редактор литературных программ Государственной телерадиокомпании Марий Эл. С 2003 года — редактор печатных изданий, входящих в газету «Крайний Север» Чукотского автономного округа.
Член Союза писателей России с 1998 года. В 1973 году из-под пера Сабанцева вышло первое поэтическое произведение «Март». С 1975 года являлся активным членом литературного объединения под руководством известного писателя С. В. Николаева. В 1982 году его поэтические произведения вошли в коллективный литературный сборник «Хлеб-соль» (1982). В 1984 году был участником VIII Всесоюзного семинара молодых писателей, проходившего в Москве, на этом семинаре произведения Сабанцева получили высокую оценку у таких писателей и поэтов как В. Д. Берестов, В. Г. Гордейчев и Н. К. Доризо и были включены в коллективные литературные сборники «Середина земли родной» и «Дни этого года».
В последующем вышли поэмы и сборники, печатавшиеся в литературно-художественном журнале «Ончыко» и издававшиеся в Марийском книжном издательстве: «Беспокойный век» (1987), «Ноша» (1993), «Отзвуки сердца» (2008), «Всплохи сердца» (2014), сборник поэзии «Жизневорот» (2018).
В 1999 году Г. Л. Сабанцеву было присвоено почётное звание Заслуженный журналист Республики Марий Эл, а в 2015 году — Народный поэт Республики Марий Эл. В 2018 году за поэтическую книгу «Жизневорот» был удостоен Государственной премии Республики Марий Эл в области литературы имени С. Г. Чавайна.

## Награды
- Народный поэт Республики Марий Эл (2015)[5]
- Заслуженный журналист Республики Марий Эл (1999)[4]

### Премии
- Лауреат Государственной премии Республики Марий Эл в области литературы имени С. Г. Чавайна (2018)[6]